# Angry Birds Pop!
Angry Birds POP! (ранее — Angry Birds Stella POP!) — двенадцатая игра из серии игр Angry Birds, разработанная совместно Rovio Entertainment и Outplay Entertainment, была запущена для iOS в Канаде в декабре 2014 года и выпущена во всем мире для устройств iOS и Android в марте 2015 года. Изначально была задумана как продолжение серии Angry Birds Stella.
Angry Birds POP! написана на 2D движке. Графика и дизайн персонажей отличается от Angry Birds Stella.

## История
Первая информация об игре появилась 25 декабря 2014, когда разработчики опубликовали новость об игре на своем сайте. В тот же день бета-версия игра вышла в канадском App Store.
Через неделю разработчики объявили, на каких языках будет доступна игра. 11 марта 2015 года Rovio объявила о выходе игры. На следующий день игра была обновлена и выпущена.
6 июля игру переименовали из-за закрытия игры Angry Birds Stella.
29 октября 2015 года игра была добавлена в социальную сеть Facebook и обновлялась вместе с мобильной версией. 17 сентября 2016 года было объявлено о её закрытии 21 декабря того же года.
30 марта 2019 года ограниченно вышло продолжение первой части игры.

## Сюжет
Свиньи по приказу Гейл крадут у Стеллы её палочку для пузырей и запускают их в воздух по всему Золотому острову. Птицам предстоит остановить их.

## Геймплей

Скриншот геймплея

В игре рогатка расположена внизу по центру, игрок бросает пузыри, чтобы лопнуть пузыри вверху с помощью комбинации из трёх или более пузырей одного цвета. На каждом уровне количество пузырей ограничено, выдаваемых на рогатку, купить больше за монеты. Также среди пузырей появляются блоки и особые объекты, которые могут помочь уничтожить пузырики или помешать пройти уровень. На каждом уровне присутствуют насекомые, при попадании шарика по ним, начисляются дополнительные очки. Снизу каждого уровня есть поверхность, при попадании шариков в которую, начисляются очки. В каждом режиме они разные и зависят от увлечения персонажа. 
В игре также есть жизни, как и во всех других играх «три в ряд». Если игрок не проходит уровень, то теряет одну из них, а если игрок потерял все жизни, он должен докупить их за монеты, чтобы продолжить игру.
Изначально в игре были представлены только шесть персонажей, которые появились в Angry Birds Stella.
В игре шесть режимов: Сбрось свиней (Drop the Pigs), Лопни верхний ряд (Pop the Top), Свинья в центре (Piggy in the Middle), Освободи Птенцов (Free the Hatchlings), Успей за время (Beat the Clock), Победи Короля свиней (Pop to Stop King Pig).

## Отзывы
Angry Birds POP! некоторые рецензенты, отметили что игра похожа на King's 2014, Bubble Witch Saga 2. Рецензент Macworld отметил хороший геймплей головоломки.

## Продолжение
Angry Birds POP Blast (Angry Birds POP 2) — двадцать седьмая игра из серии Angry Birds, являющаяся сиквелом игры Angry Birds POP!. Вышла 30 марта 2019 года для ограниченного числа стран. Мировой релиз — 30 марта 2019 года.

#### Описание
Игровая механика во многом аналогична Angry Birds POP!, однако и имеет свои нововведения: теперь на уровне в качестве играбельного персонажа помимо птиц будут доступны одновременно ещё и свиньи, которые будут давать различные бонусы или совершать атаки, как выстрел Капрала ракетами из ручного гранатомёта. Причём способность станет доступна для активации после заполнения определённой шкалы, для чего нужно уничтожать шарики определённого цвета: для птиц — это красные шары с изображением пера, для свиней — зелёные с изображением пятака. Дизайн персонажей выполнен в стиле Angry Birds в кино. За каждые 30 собранных звёзд даётся пиньята, из который могут выпасть кристаллы, части персонажей или другая внутриигровая валюта, однако её также можно купить за 300 монет. В качестве новых объектов появились порталы, которые могут перемещать шарики в другие порталы аналогичного цвета и щиты, которые вращаются при контакте с выпущенным из рогатки шариком, а также чёрная слизь, не позволяющая шарикам упасть. Действие сиквела разворачивается после событий Angry Birds Movie 2.
Игра имеет четыре режима: Достигните целевого показателя (англ. Reach the Target Score), Спасите птенцов (англ. Rescue the Hatchlings), Спасите поросят (англ. Rescue the Piglets), Уничтожьте врагов (англ. Defeat the Enemies).